# Filmografia d'Antonio Manzini
Antonio Manzini (Roma, 7 d'agost de 1964) és un actor, guionista, director i escriptor italià.

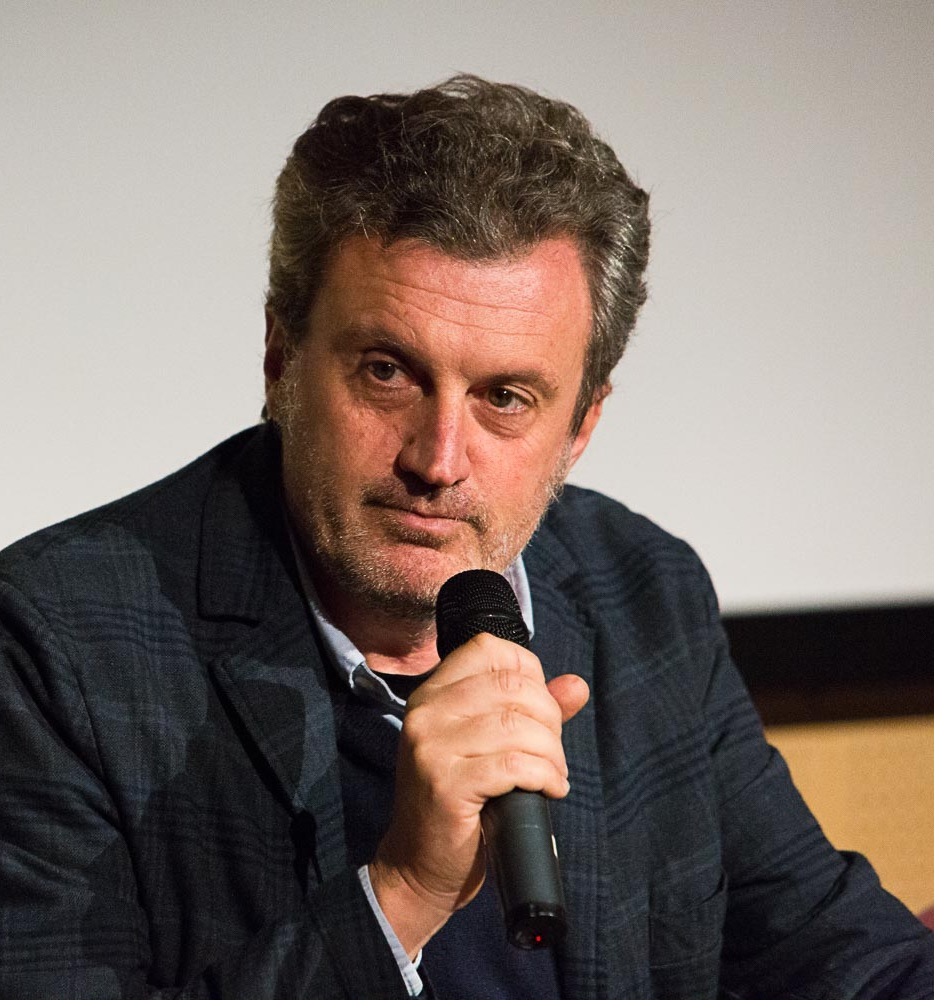
Antonio Manzini.

## Filmografia
| Any                        | Títol                                   | Funció               | Notes                                                  |
| -------------------------- | --------------------------------------- | -------------------- | ------------------------------------------------------ |
| 1989                       | Nulla ci può fermare                    | Actor                |                                                        |
| 1989-91                    | Classe di ferro                         | Actor                | Sèrie de televisió.                                    |
| 1990                       | Ombre d'amore                           | Actor                |                                                        |
| 1993                       | Felipe ha gli occhi azzurri 2           | Actor                | Minisèrie.                                             |
| 1993                       | Quelli della speciale                   | Actor                | Minisèrie.                                             |
| 1995                       | Vuoto a perdere                         | Director             | Curtmetratge.                                          |
| 1996                       | Appunti di questi giorni 1943-1944      | Director             | Curtmetratge.                                          |
| 1997                       | Intolerance                             | Director             |                                                        |
| 1997                       | L'avvocato delle donne                  | Actor                | Minisèrie.                                             |
| 1998                       | Amico mio                               | Actor                | Sèrie de televisió.                                    |
| 1998                       | Due volte nella vita                    | Actor                |                                                        |
| 1998                       | L'ospite                                | Actor                |                                                        |
| 1998                       | Un medico in famiglia                   | Actor                | Sèrie de televisió.                                    |
| 1999                       | Falcone                                 | Actor                | Telefilm.                                              |
| 1999                       | Gialloparma                             | Actor                |                                                        |
| 1999                       | Meglio tardi che mai                    | Actor                |                                                        |
| 1999                       | Titus                                   | Actor                |                                                        |
| 2000                       | Linda e il brigadiere                   | Actor                | Sèrie de televisió.                                    |
| 2000                       | Una storia qualunque                    | Actor                | Telefilm.                                              |
| 2001                       | Alla rivoluzione sulla due cavalli      | Actor                |                                                        |
| 2001                       | Non è giusto                            | Actor                |                                                        |
| 2001                       | Una donna per amico                     | Actor                | Sèrie de televisió.                                    |
| 2002                       | L'altra donna                           | Actor                | Telefilm.                                              |
| 2002-04                    | Vento di ponente                        | Actor                | Sèrie de televisió.                                    |
| 2003                       | E io ti seguo                           | Actor                |                                                        |
| 2003                       | Il siero della vanità                   | Guionista            |                                                        |
| 2003                       | Marcinelle                              | Actor                |                                                        |
| 2004                       | Ad occhi aperti                         | Actor                | Curtometratge.                                         |
| 2004                       | Il resto di niente                      | Actor                |                                                        |
| 2004                       | Tartarughe sul dorso                    | Actor                |                                                        |
| 2006                       | Basta un niente                         | Actor                |                                                        |
| 2006                       | R.I.S. - Delitti imperfetti             | Actor                | Sèrie de televisió.                                    |
| 2008                       | Come Dio comanda                        | Guionista            |                                                        |
| 2010                       | Tutti per Bruno                         | Actor                | Sèrie remake de Los hombres de Paco.                   |
| 2011                       | Il delitto di Via Poma                  | Guionista            | Telefilm.                                              |
| 2012                       | I 2 soliti idioti                       | Guionista            |                                                        |
| 2012-13                    | Benvenuti a tavola                      | Guionista            | Sèrie de televisió.                                    |
| 2014                       | Il tredicesimo apostolo: La rivelazione | Guionista            | Sèrie de televisió.                                    |
| 2015                       | Uno per tutti                           | Guionista            |                                                        |
| 2016-23                    | Rocco Schiavone                         | Guionista            | Sèrie de televisió, basada en els seus propis llibres. |
| 2016                       | Cristian e Palletta contro tutti        | Director i guionista |                                                        |
| 2016                       | Zio Gaetano è morto                     | Director i guionista |                                                        |
| Fonts: IMDb y Filmaffinity |                                         |                      |                                                        |